# Ecce Homo (Antonio Ciseri)
L'Ecce Homo è un dipinto del pittore svizzero-italiano Antonio Ciseri realizzato circa nel 1871 e conservato nella  Galleria d'arte moderna del Palazzo Pitti a Firenze.

## Storia
Il dipinto venne commissionato nel 1871 dal Ministero della pubblica istruzione del Regno d'Italia.

## Descrizione

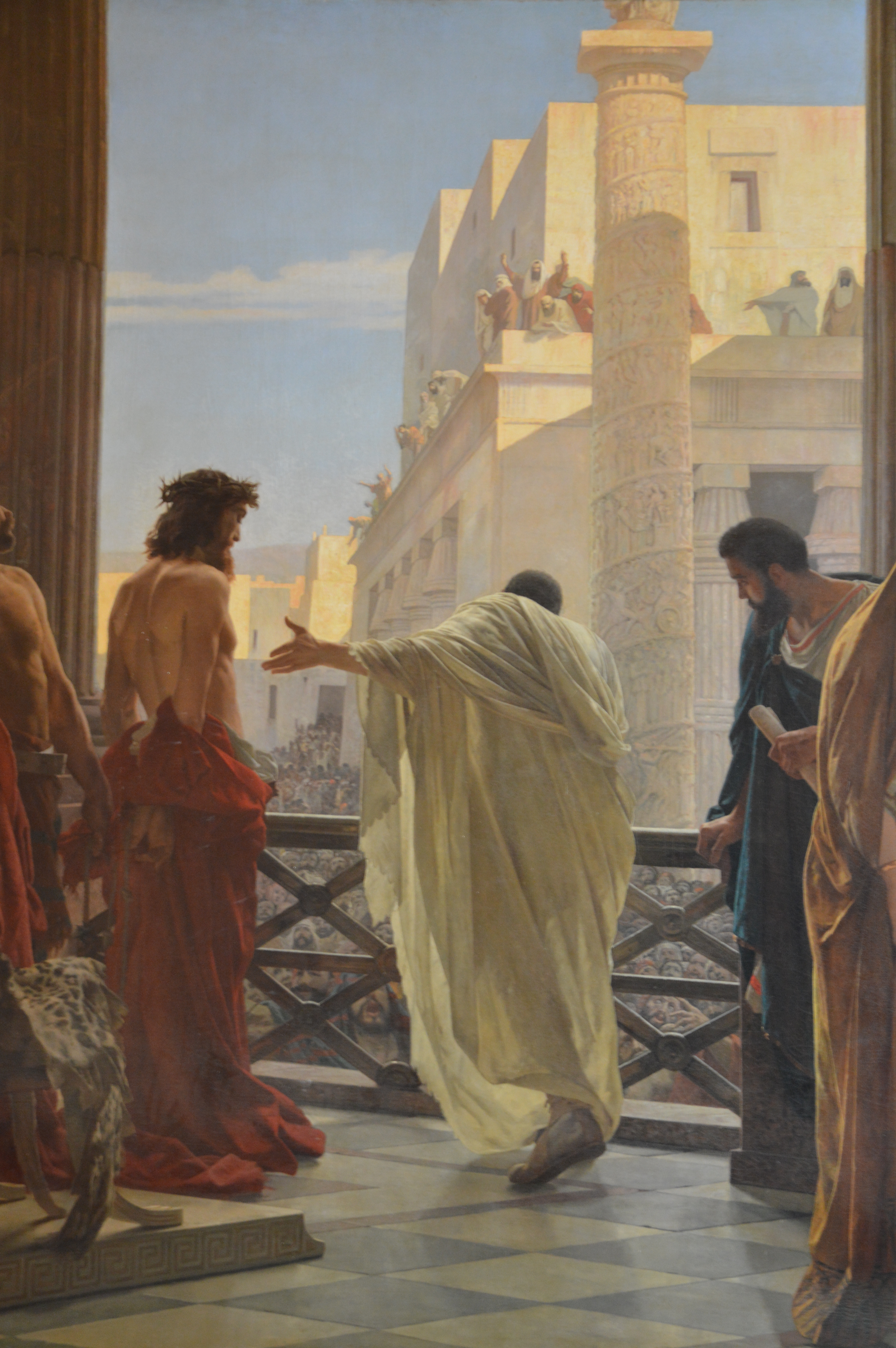
Dettaglio centrale

Il dipinto ha per soggetto l'episodio evangelico della presentazione di Gesù al popolo di Gerusalemme dopo la flagellazione. L'autore si focalizza sull'istante in cui il prefetto romano Ponzio Pilato, incaricato di giudicare Gesù, indica quest'ultimo alla folla pronunciando le parole "Ecce Homo", "Ecco l'uomo". Il dipinto è ben inquadrato in un contesto storicamente realistico grazie alla presenza di dettagli come gli abiti dei personaggi, le armature dei centurioni romani, diversi elementi architettonici, ecc. 
La scena si carica inoltre di forti connotazioni politiche, mostrando con sottigliezza il rapporto contrastato tra Pilato - vero protagonista e centro focale dell'opera - e la folla. Il governatore - ritratto di spalle, con addosso un elaborato panneggio bianco - è mostrato nell'atto di sporgersi dal balcone del Pretorio per rivolgersi al popolo, mentre con il braccio sinistro indica Gesù. Quest'ultimo si erge di scorcio alla sinistra di Pilato: il Cristo appare ormai spogliato dei suoi indumenti, indossa una veste scarlatta attorno alla vita e porta sul capo la corona di spine, per esser deriso come la parodia di un imperatore.
Lo spettatore osserva idealmente la scena dal fondo del balcone, sul quale si assiepa, oltre a Pilato e Gesù, un variegato gruppo di soldati e dignitari romani. Con una scelta dalla fortissima potenza drammatica, il pittore ritrae tutte queste figure di spalle o di profilo: nessuno di essi rivolge il proprio volto allo spettatore, inducendolo - esattamente come fa Pilato - a indirizzare lo sguardo verso la piazza che si estende al di la' del balcone, nella quale si intravede la folla inferocita. Tra i presenti sulla terrazza, un solo personaggio rappresenta un'eccezione allo schema: è la moglie di Pilato, la quale - dopo aver avvertito invano il marito di non condannare il Cristo - volge le spalle alla folla e fa per allontanarsi, poggiandosi delicatamente sulla spalla di una serva e mostrando allo spettatore il volto cupo, consapevole della condanna ineluttabile. 
Il dipinto, oltre all'indiscutibile pathos della composizione generale, tradisce la perizia tecnica dell'autore nell'uso della luce e nella resa accuratissima del bianco semitrasparente delle vesti di Pilato.

## Stile
L'interesse dato a metà del XIX secolo dallo studio degli antichi maestri italiani, soprattutto a Ciseri, mostrando così chiare influenze raffaellesche nella sua pittura. Grazie alla sua grande capacità di rappresentare il dramma, la pittura dell'artista è presentata come una traccia fotografica dell'evento ed è stata senza dubbio influenzata dall'invenzione della fotografia che è stata sempre più perfezionata.